# Comitato Olimpico Nazionale e Sportivo Beninese
Il Comitato Olimpico Nazionale e Sportivo Beninese (noto anche come Comité National Olympique et Sportif Béninois o CNOM in francese) è un'organizzazione sportiva beninese, nata nel 1962 a Cotonou, Benin.
Rappresenta dapprima la Repubblica del Dahomey presso il Comitato Olimpico Internazionale (CIO) dal 1962 ed ha lo scopo di curare l'organizzazione ed il potenziamento dello sport in Benin e, in particolare, la preparazione degli atleti beninesi, per consentire loro la partecipazione ai Giochi olimpici. L'organizzazione è, inoltre, membro dell'Associazione dei Comitati Olimpici Nazionali d'Africa.
L'attuale presidente dell'associazione è Marius Francisco, mentre la carica di segretario generale è occupata da Julien V. Minavoa.